# Pośredni Harnaski Staw
Pośredni Harnaski Staw (słow. Vyšné Sesterské pleso lub Sesterské pleso) – staw położony na wysokości 1972 m n.p.m., w Dolinie Staroleśnej, w słowackich Tatrach Wysokich. Przez Józefa Nykę w przewodniku Tatry słowackie nazywany jest Niżnim Stawem Staroleśnym. Jest to jeden z 27 Staroleśnych Stawów w tej dolinie. Pomiary pracowników TANAP-u z lat 60. XX w. wykazują, że ma on powierzchnię 0,311 ha, wymiary 125 × 55 m i głębokość ok. 1,3 m.

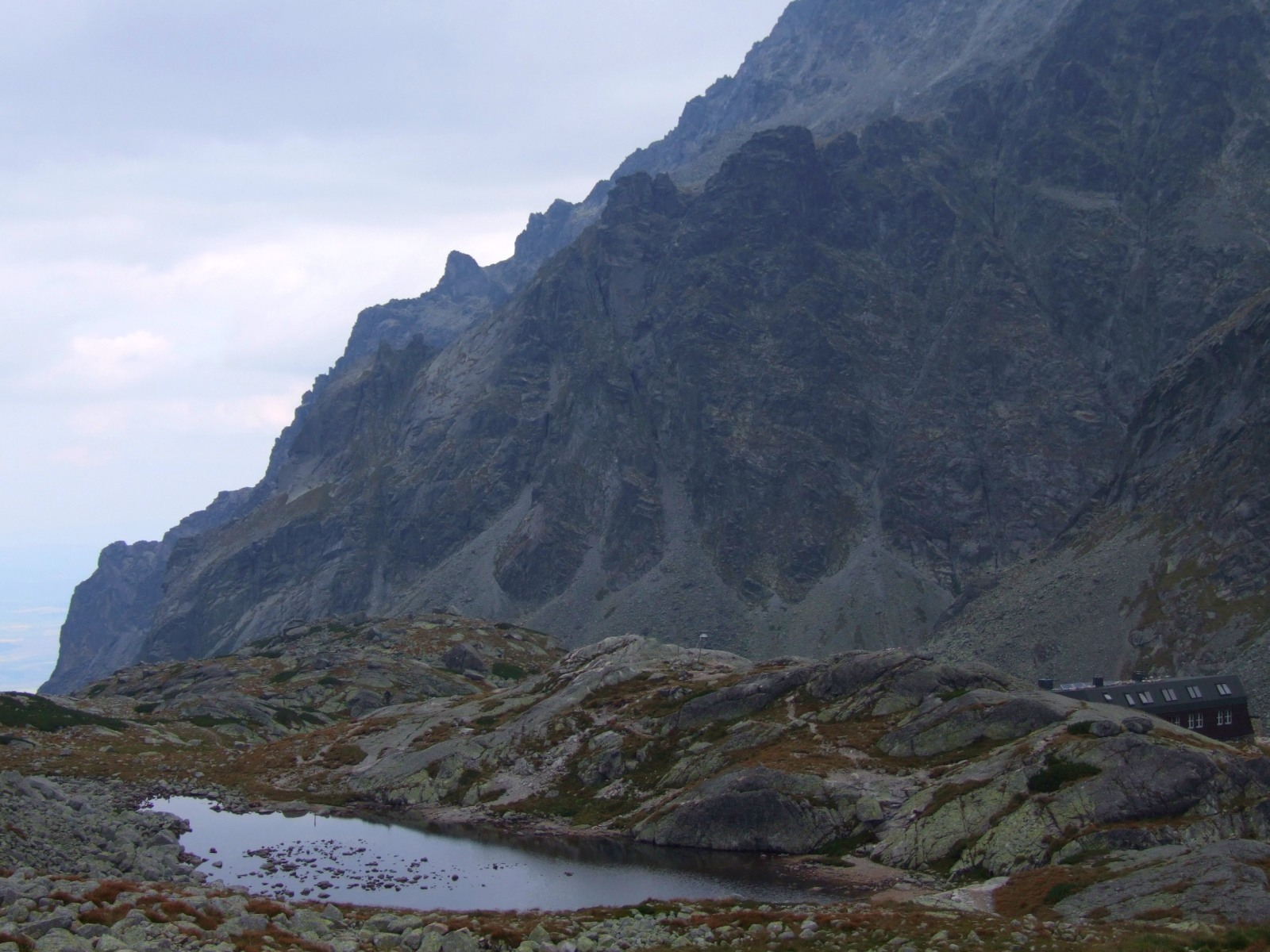
Widok od strony północnej

Pośredni Harnaski Staw jest jednym z grupy pięciu Harnaskich Stawów (leży najbliżej Schroniska Zbójnickiego), pozostałe to Wyżni Harnaski Staw, Niżni Harnaski Staw, Wyżnie Harnaskie Oko i Niżnie Harnaskie Oko.
W pobliżu stawu znajduje się rozdroże szlaków turystycznych; od niebieskiego szlaku odgałęzia się tutaj żółty szlak od Schroniska Téryego w Dolinie Pięciu Stawów Spiskich przez Czerwoną Ławkę do tego skrzyżowania przy Pośrednim Harnaskim Stawie. Jest to trasa jednokierunkowa; przejście dopuszczone jest tylko w opisanym kierunku.
Nazewnictwo stawu, zarówno polskie, jak i słowackie, nie jest ugruntowane. Na nowszych mapach najczęściej spotyka się nazwę Sesterské pleso, na starszych stosowano nazwę Zbojnícke pleso (obecnie jako Zbojnícke plesá oznaczane są najczęściej Zbójnickie Stawy).

## Szlaki turystyczne
– niebieski od rozdroża na Staroleśnej Polanie przez Dolinę Staroleśną na Rohatkę
- Czas przejścia od rozdroża na Staroleśnej Polanie do schroniska Zbójnickiego 2:45 h, ↓ 2 h
- Czas przejścia od schroniska Zbójnickiego na Rohatkę 1:30 h, ↓ 1:15 h

  – żółty szlak jednokierunkowy od Schroniska Téryego przez Czerwoną Ławkę do Schroniska Zbójnickiego (staw znajduje się niedaleko schroniska).
- Czas przejścia ze Schroniska Téryego na przełęcz: 1:30 h
- Czas przejścia z przełęczy do Schroniska Zbójnickiego: 1:45 h

## Przypisy

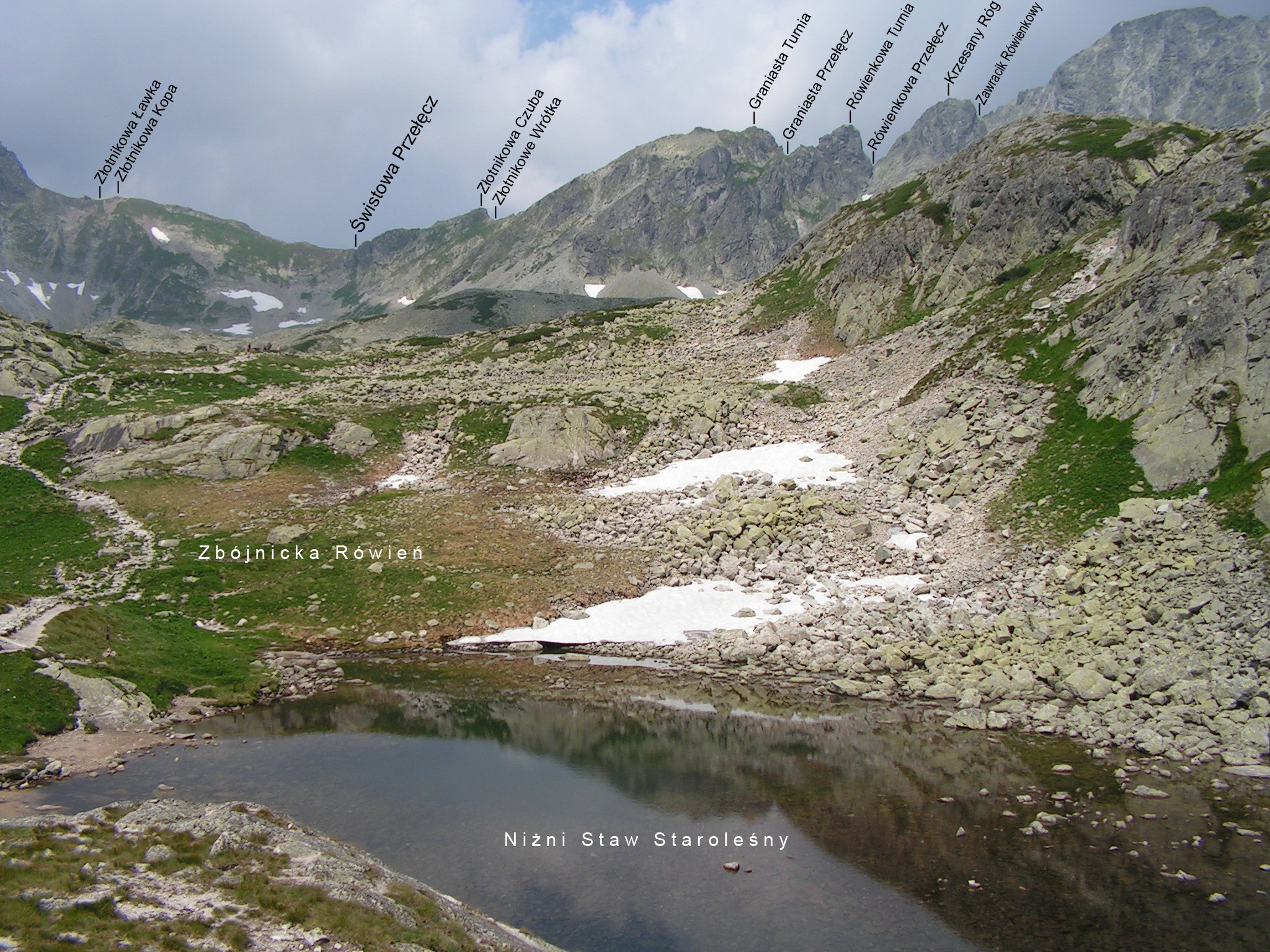
Widok znad stawu na otoczenie Świstowej Przełęczy